# 福生二宮
福生二宮（ふっさにのみや）は、東京都福生市の大字。郵便番号は197-0014（あきる野郵便局管区）。

## 地理
福生市中部に位置する。五日市街道の北で、八高線と国道16号に挟まれた南北約200メートル、東西約150メートル程度の一角にあたる。大字福生の南端にあり、大字熊川と境を接する。地内に大字福生の飛地が存在する。番地は大字福生と連番で振られている。

## 歴史
大字としての成立は1984年（昭和59年）8月31日で、大字福生のうち字武蔵野富士塚（2422 - 2488番地）の区域が大字福生二宮となった。

## 世帯数と人口
2018年（平成30年）1月1日現在の世帯数と人口は以下の通りである。
| 大字     | 世帯数  | 人口  |
| -------- | ------- | ----- |
| 福生二宮 | 118世帯 | 214人 |

## 交通
- 国道16号（東京環状）